# Благодатное (Ананьевский район)
Благода́тное (укр. Благодатне) — село, относится к Ананьевскому району Одесской области Украины.
Население по переписи 2001 года составляло 31 человек. Почтовый индекс — 66441. Телефонный код — 4863. Занимает площадь 0,4 км². Код КОАТУУ — 5120284803.